# Salustiano Pintos
Salustiano Pintos (Yerbal Patos, Brazil, 5. lipnja 1905. – Montevideo, 1975.) bio je urugvajski kipar, slikar i pisac. 

## Biografija
Kao vrlo mlad doselio se u Melu u departman Cerro Largo u Urugvaju. Od 1963. živio je u Montevideu gdje je počeo raditi kamene kipove na samoučni način.  
Salustiano Pintos bio je član grupe urugvajskih umjetnika koju su formirali Cyp Cristiali, Magalí Herrera, Lucho Maurente i Alberto Abdala, a nastala je 60-ih i 70-ih, te je s njima imao i skupne izložbe. Izabran je za predstavnika Urugvaja na bijenalu San Pablo 1957. i 1959. godine. 

## Radovi
Njegovi su radovi bili predstavljeni u Nacionalnom muzeju likovnih umjetnosti.Takođersu bili dio radova postavnjenih u Parku skulptura koji okružuje Zgradu nacionalne vlade